# Liubov Juravliova
Liubov Juravliova est une artiste peintre et créatrice de mode née le 14 novembre 1963 à Chisinau Moldavie. Elle est cotée à Drouot, et a été élue Meilleur Ouvrier de France en 2015 dans la catégorie peinture sur soie.     
Naturalisé française, elle vit en France depuis 2001 et exerce son art à Paris depuis 2011.

## Enfance
Liubov, dont le prénom signifie «amour» en russe, connait une enfance heureuse à Chisinau. Elle hérite les gènes artistiques de son père, artiste peintre, et de sa mère l'amour pour la couture et confection. Elle grandit dans une atmosphère de créativité artistique, elle commence à peindre et à coudre pour ses poupées.
Passionnée par la danse classique, Liubov rêve de devenir ballerine. A l'age de 3 ans, elle participe à des représentations sur scène en solo. Elle est sélectionnée par une commission de l’école-internat de ballet de Leningrad (actuellement Saint-Pétersbourg) qui cherche des enfants à travers l'URSS. Trop petite pour partir seule, son rêve de devenir ballerine du Bolchoï ne se réalise finalement pas. Plus tard, Liubov fréquente une école de gymnastique sportive et obtient le titre de candidat en master de sport. 
En 1975, Liubov entre à l’école d'Arts plastiques "Sciusev" à Chisinau. 

## Formation
Liubov poursuit ses études à l’école républicaine d'Arts plastiques «Repine» de 1980 à 1984.
En 1984, elle obtient son diplôme de l’école républicaine «Repine» en tant qu'enseignante de dessin et dessin technique avec la mention "Excellent" et les meilleures notes. Son œuvre est publiée dans le livre "100 ans de l’école républicaine d'art Repine" en 1987 à la maison d’édition "Literatura artistica". Elle fait partie des meilleurs élèves de cette école.  En 1989, après cinq ans d’études, Liubov Juravliova obtient également son diplôme d’État de l'Institut supérieur moldave d'Art dans la spécialité styliste – modéliste, projeteur de vêtements.  
Parallèlement à ses études, Liubov découvre une nouvelle passion : la danse folklorique. Elle fait partie du groupe «Mioritsa», dans lequel elle devient première danseuse. Grâce à ce groupe elle a l'occasion de participer à des festivals internationaux et de se produire à Moscou. Ses représentations ont été diffusées sur des chaînes internationales.  
Lors de ses études, Liubov est souvent invitée par les journalistes comme mannequin et actrice. Adepte du sport, de la danse et du mannequinat, ces trois disciplines  tendent à enrichir sa formation artistique. Elle a participe au concours de Miss Chisinau, puis de Miss Moldavie en 1990 et elle devient finaliste de deux concours. 
Par la suite, elle est engagée aux théâtres "Bosh" et en suite "Cholacu", ou elle exerce tous ses talents artistiques comme: décoratrice de scène, créatrice de costumes, actrice, artiste de ballet, maquilleuse. Plus tard, elle travaille avec les chaînes hôtelières Pasha Tours et Jet Tours comme décoratrice, animatrice, professeur de sport et d'aérobic.
En 2001, Liubov Juravliova s'installe en France, dans un premier temps à Pau, où elle vit pendant 10 ans. En 2011 elle s'installe à Paris, où elle vit et travaille aujourd'hui.

## Son œuvre
Depuis 2009, Liubov Juravliova est cotée à Drouot. Elle a à son registre plusieurs collections de tableaux, dans des thèmes divers. Elle travaille également la peinture sur soie, spécialité dans laquelle elle excelle et devient lauréate du concours «Meilleurs Ouvriers de France» en 2015. 
L'artiste suit les tendances, elle peint des tableaux, reflets de ses expérimentations et recherches permanentes de techniques et de matières, de la luminosité et le contraste de couleurs vers une combinaison vibrante.  Ça peinture teinté de romantisme et chargé d'émotions se définit plus contemporaine et plus expressive. L'artiste utilise plusieurs types de peinture ainsi que des matériaux de construction, procurant à ses œuvres des effets volumétriques et pluridimensionnels.
Son style oscille entre Georges Seurat et Paul Signac, le Symbolisme de Gustav Klimt ou encore le Surréalisme de Marc Chagall.
En matière de couture, elle confectionne des vêtements uniques dans son genre, colorés et élégants, en utilisant souvent des tissus peints par elle-même. Elle a participé à plusieurs défilés de mode individuels et collectifs à Pau et à Paris, ainsi qu'à plusieurs expositions au Salon du prêt-à-porter à Paris et à Madrid. 
À la suite de sa nomination au concours "Un des Meilleurs ouvriers de France" la peinture sur soie occupe une place importante dans ses créations. 

## Expositions
Afin de faire connaitre son œuvre au-delà des frontières françaises, Liubov Juravliova participe aux expositions à l'étranger, concours d'art ainsi qu'à des ventes aux enchères pour l'agence Drouot, elle y est cotée depuis 2009.
Elle a exposé au musée de Lescar en 2005, musée de Bourges en 2016 et au Musée des Arts et Métiers de Paris sur la période 2017-2018 et dans "European art museum" à Danemark en 2023.
Elle a exposé à la Galerie Art Up Close de New York en 2018, à la Galerie Landmark à New York sur la période 2012-2019, à la Galerie nationale de Dubaï entre 2012-2015, à la Galerie d'Art French Art Antique (Cannes) en 2010, à la Galerie des Lombards à Mougins en 2010, et à la Galerie Thuillier à Paris en 2009. Elle a présenté ses œuvres à la foire internationale d'art contemporain Art Basel Miami en 2018 à travers la Galerie Art Up Close.

### Autres expositions[7],[8]
- Exposition dans la "The Most Famous Gallery"  de Perpignan, 2023
- Exposition dans la galerie "Bruno Massa" Paris, 2023
- Exposition dans "European Art Museum" Danemark, 2023
- Exposition au Palais Éphémère "ART en capital" du 15-18 février 2023
- Exposition au Grand Palais "Salon d'Automne" en octobre 2021
- Exposition personnelle à la Mairie du 8 ème arrondissement de Paris, 2019
- Exposition au Grand Palais "ART en capital" du 12-17 février 2019
- Exposition au Grand Palais "ART en capital" du 12-17 février 2019
- Exposition au Musée des Arts et Métiers à Paris, 2017, 2018
- Exposition au Musée des Meilleurs Ouvriers de France de Bourges, 2016
- Exposition au salon Carrousel de Louvre à Paris, 2014
- Exposition "Art Monaco" Grimaldi Forum à Monaco, 2014
- Exposition à la galerie Gana à Seoul, 2013
- Exposition au salon “Business Art” espace Pierre Cardin à Paris, 2013
- Exposition "Art Monaco" Grimaldi Forum à Monaco, 2013
- Exposition au salon Carrousel de Louvre à Paris, 2012
- Exposition au salon “Business Art” espace Pierre Cardin à Paris, 2012
- Exposition au salon de Bastille à Paris, 2012
- Exposition au concours internationale “Aigle de Nice”, 2011
- Exposition au Waldorf Palace à Londres, 2010
- Exposition au Carré V.I.P. Art à Shanghai, 2010
- Exposition au Grand Marché d'art contemporain à Paris, 2009
- Exposition internationale à Cannes, 2009
- Exposition personnelle à la galerie Lopez-Fuseya Palma de Mallorca, 2009
- Exposition au salon des artistes indépendants à Paris Grand Palais, 2008
- Exposition concours international à Cannes, 2007
- Exposition au salon des artistes indépendants à Paris, 2007
- Exposition concours international à Cannes, 2006
- Exposition au salon des artistes indépendants à Paris, 2006
- Exposition concours international à Cannes, 2005
- Exposition concours international de Lutèce à Paris, 2005
- Exposition concours international d’Évian, 2005
- Fédération Nationale de la culture Française à Fréjus, 2005
- Exposition concours international de Dijon, 2004
- Exposition concours international de Lutèce à Paris, 2004

## Prix et récompenses
L'artiste à ce jour a reçu de nombreux prix et récompenses.
- 2015- Lauréat du concours « Meilleurs Ouvriers de France[2] catégorie peinture sur soie
- 2013- Concours international Art-Science-Lettres (Médaille de Bronze)
- 2013- Concours Business Art (1er prix)
- 2010- Concours international à Cannes (Grande Médaille d’Or)
- 2009- Concours régional de Laas (1er Prix)
- 2009- Prix Public Concours régional de Laas
- 2009- Concours international à Cannes (Médaille d’Or)[3]
- 2007- Concours international à Cannes (Médaille d’Argent)
- 2007- Concours international Aigle de Nice (Prix de la Ville de Menton)
- 2006- Concours international à Cannes (Médaille d’Argent)
- 2006- Concours Amis des Arts (Prix Total) à Pau
- 2005- Concours international à Cannes (Médaille d’Argent)
- 2005- Concours régional Lucq de Bearn (1er prix)
- 2005- Concours international de Lutèce à Paris (Médaille de Vermeil)
- 2005- Concours international d’Évian (Médaille d’Argent)[3]
- 2005- Fédération nationale de la culture française (Médaille de Bronze) à Fréjus
- 2004- Concours international de Dijon (Médaille de Bronze)
- 2004- Concours international de Lutèce (Médaille de Vermeil)[3]
- 2003- Grand concours national «Souvenirs d’été» de journal "Dessins & Peinture"